# 아메데 아르두앵
아메데 아르두앵(Amédé Ardoin, 1898년 3월 11일~1942년 11월 3일)은 미국의 크리올 장르 음악가이다. 그는 하이톤의 보컬과 케이준 아코디언으로 펼친 기교로 잘 알려져 있으며, 케이준 음악에 변화를 일으키고 자이데코의 뿌리를 세운 인물로 평가받는다.

## 생애
1898년 3월 11일, 루이지애나주 랑세 루조에서 태어났다. 그의 부모는 둘 다 노예였으나 그가 태어날 당시, 아버지는 157에이커의 땅을 소유한 상태였다. 그러나 그가 태어난 해 10월 그의 아버지가 세상을 떠났다. 그는 아버지가 연주하지 못해서 자신에게 준 아코디언을 어릴 때부터 배워왔다. 그는 어머니와 같이 살았는데 그가 21살일 때 그녀가 세상을 떠나고 만다.
1918년엔 루이지애나주 유니스에서 유세베 바트랜드를 위해 농부로 일하고 있는 것으로 알려졌다. 그는 이후 얼마 안 가 어머니와 루이지애나주 채테이그니에 근처의 오스카 코모의 농장으로 이주했을 것으로 추정된다. 1920년 당시엔 어머니와 에반젤린군에서 살고 있었다. 그는 랑세 루조에 있는 루조 농장에서 일할 때 아코디언을 연주하고 알폰스 라플뢰르의 집에 자주 방문했다. 그는 라플뢰르 혹은 벨레어 코브 출신의 흑인 바이올리니스트 더글라스 벨라드와 춤추는 곳에서 자주 공연했다. 주 관객은 하룻밤에 2.5달러를 지불한 백인이었다.
그는 10대 때 빈번히 거주지를 옮겼으며, 오스카 코모의 농장에서 유니스 출신의 백인 바이올리니스트 데니스 맥기(Dennis McGee)를 만나게 된다. 그 둘은 1921년부터 하우스 파티에서 자주 협연했다. 아르두앵의 사촌인 알폰스 아르두앵이 자주 참여했다. 코모가 농장을 팔아버리자 그는 맥기와 유니스로 가서 셀레스틴 마르캔텔의 농장에서 일했다. 마르캔텔은 음악을 좋아해서 자주 그 둘을 공연에 데리고 갔다.
그는 1929년 12월 9일, 맥기와 뉴올리언스의 호텔에 와서 7곡을 녹음했다. 이후 1930년 11월 20~21일에 뉴올리언스에서 6곡을, 1934년 8월 8일에도 추가로 6곡을 녹음했다. 그들의 마지막 녹음은 1934년 12월 22일, 뉴욕 스튜디오에서 진행됐다. 12곡이 녹음되었다. 녹음된 곡들은 브론즈윅, 보컬리온, 데카, 멜로톤, 블루버드 레코드에서 발매했다. 그의 고향에서 그는 유명인이 되어 있었다.
그의 주수입원은 작은 곳에서의 지역적 활동과 루이지애나주 남부에서의 하우스 파티였다. 그는 공연할 때 인종을 가리지 않았다. 그는 자주 유니스의 사디 쿠르빌(Sady Courville)과 연주했는데, 이 둘은 1930년대 말에 매일 토요일 밤마다 유니스에 있는 에이브의 건물에서 공연했다. 쿠르빌의 어머니의 반대로 녹음하지는 않았다. 그는 쿠르빌 외에도 흑인 백인 무관하게 여러 피들러와 활동했다. 1936년경엔 윌프레드 "리틀" 라투르에게 아코디언을 가르쳐줬다.
1939년경, 그는 백인들이 춤추는 곳에서 연주하던 중 땀을 닦을 헝겊을 요청했다. 이에 농부의 백인 딸이 그에게 가방에서 꺼낸 손수건을 대주었다. 그러자 그곳에 있던 인종차별주의자 백인 2명이 그가 다시는 공연하지 못하게 하겠다고 선언하고선, 그날 밤 그의 집까지 따라가 무자비한 구타를 자행했다. 몇몇 인물은 자동차인 포드 모델 A로 그의 머리와 목을 공격했다고 말했다. 이 사건 이후 그는 큰 정신적 충격을 받았고 정신 이상이 생겼다.
그는 사건 이후로도 활동했으나 예전만큼 못했다. 결국 1942년 9월에 파인빌의 주립 정신 병원에 들어갔고 11월 3일, 그곳에서 성병으로 죽었다. 사후 파인빌 병원 땅에 안장됐다.

### 개인적인 면모
그는 152cm의 단신이었고, 음악적 능력 덕분에 농장에서 일할 때 농장에서 일하는 사람들을 관리하는 쉬운 일을 맡았다. 그는 닭에게 밥 주기, 약간의 풀 손질·기술적인 일을 했다. 그는 가족을 부양하기 싫어 독신으로 살았지만 노래는 사랑에 관한 요소가 매우 많았다. 그의 인품은 유쾌하고 쾌활했다는 말도 있으나 허세를 부렸고 말을 좋지 않게 했다는 말도 있다.

## 음반

### 컴필레이션 음반
- Amadé Ardoin – Louisiana Cajun Music Vol. 6 : Amadé Ardoin – The First Black Zydeco Recording Artist (1928–1938) (OT-124 Old Timey Records, 1983)
- Pioneers of Cajun Accordion 1926–1936 (LPOT128 Old Timey / Arhoolie, 1989)
- I'm Never Comin Back: Roots of Zydeco (ARH7007 Arhoolie, 1995)
- Amede Ardoin – Mama, I'll Be Long Gone: The Complete Recordings of Amede Ardoin 1929–1934 (TSQ2554 Tompkins Square Records, 2011)